# Ćwiertnia
Ćwiertnia, metrol – staropolska jednostka objętości stosowana zwykle w kontekście ziaren. Była równa średniej objętości 101 kg żyta i 107 kg pszenicy. Jej wielkość ulegała zmianie w zależności od okresu historycznego i położenia geograficznego. Najpopularniejsza jej odmiana, stosowana na terenach podkrakowskich, odpowiadała w przybliżeniu objętości 140 litrów.

## Wielokrotności i inne jednostki
| Region geograficzny | Odpowiednik w garncach | Odpowiednik w litrach | Szacowana masa żyta [kg] | Szacowana masa pszenicy [kg] |
| ------------------- | ---------------------- | --------------------- | ------------------------ | ---------------------------- |
| ćwiertnia krakowska | 36                     | 136                   | 101                      | 107                          |
| ćwiertnia poznańska | 42                     | 159                   | 118                      | 125                          |
| ćwiertnia kaliska   | 56                     | 212                   | 157                      | 166                          |